# Philautus stellatus
Philautus stellatus är en groddjursart som först beskrevs av Edward Frederick Kelaart 1853.  Philautus stellatus ingår i släktet Philautus och familjen trädgrodor. Inga underarter finns listade i Catalogue of Life.